# Andechs (famiglia)

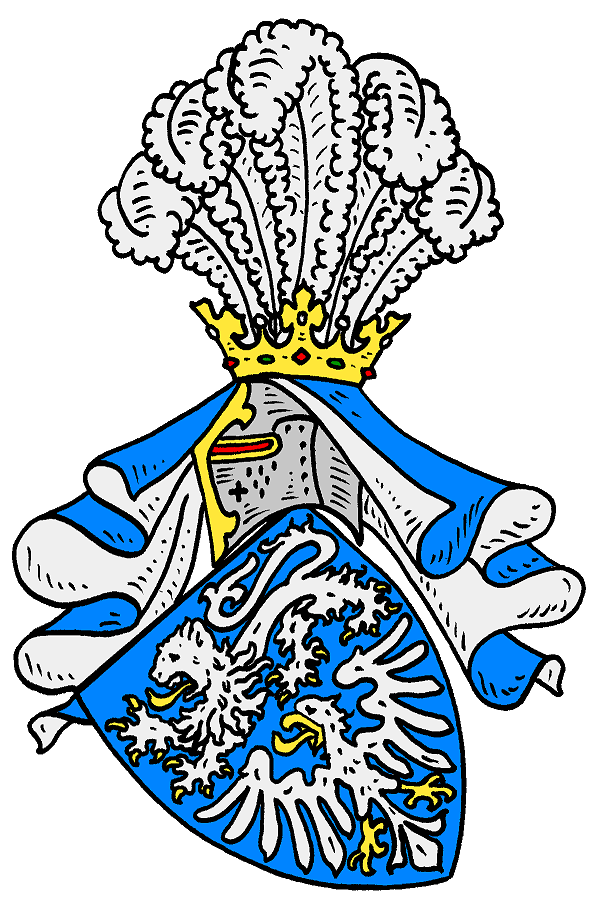
Stemma di Casa Andechs

Gli Andechs erano una famiglia nobile della Baviera, in Germania. Il loro dominio si estendeva, tra il XII e il XIII secolo, su numerosi territori della Germania meridionale e dell'Austria. Il loro luogo di origine era il villaggio omonimo (a 40 km a sud ovest di Monaco), dove avevano un castello.

## Storia
- Nel 1132 il conte donò il castello e il sito alla Santa Sede e abbandonò Andechs.
- Otto II d'Andechs è stato vescovo di Bamberga dal 1177 al 1196.
- Nel 1208 quando l'imperatore tedesco Filippo di Svevia, rivale di Ottone IV di Brunswick, fu assassinato a Bamberga (250 km a nord d'Andechs) da Ottone VIII di Wittelsbach, alcuni membri della famiglia dei duchi di Andechs furono ritenuti implicati nel delitto. Come rappresaglia il castello d'Andechs fu interamente raso al suolo.
- Nel 1248 la linea di sangue della discendenza diretta maschile dei conti e duchi d'Andechs si estinse, di conseguenza il ducato d'Andechs fu interamente annesso a Bamberga.